# Ralltrana
Ralltrana (Aramus guarauna) är en ibisliknande fågel, med närmare släktskap med tranorna. Den typiska näbben är lång och nedåtböjd med en vass, något vriden spets. Näbben är anpassad för att dra ut sniglar ur deras skal. Ralltranan är så pass unik att den placeras som ensam art inom familjen Aramidae och släktet Aramus.

## Kännetecken

### Utseende
Ralltranan är en 56–71 cm lång fågel med lång hals och en lång och något nedböjd, tvåfärgad näbb. Fjäderdräkten är mestadels sotbrun, på huvud och mantel riktligt streckad i vitt. Nordliga fåglar är generellt mindre och har vita fläckar även vingarna. De långa benen är svarta. Flykten är flaxig med kvicka vingrörelser uppåt.

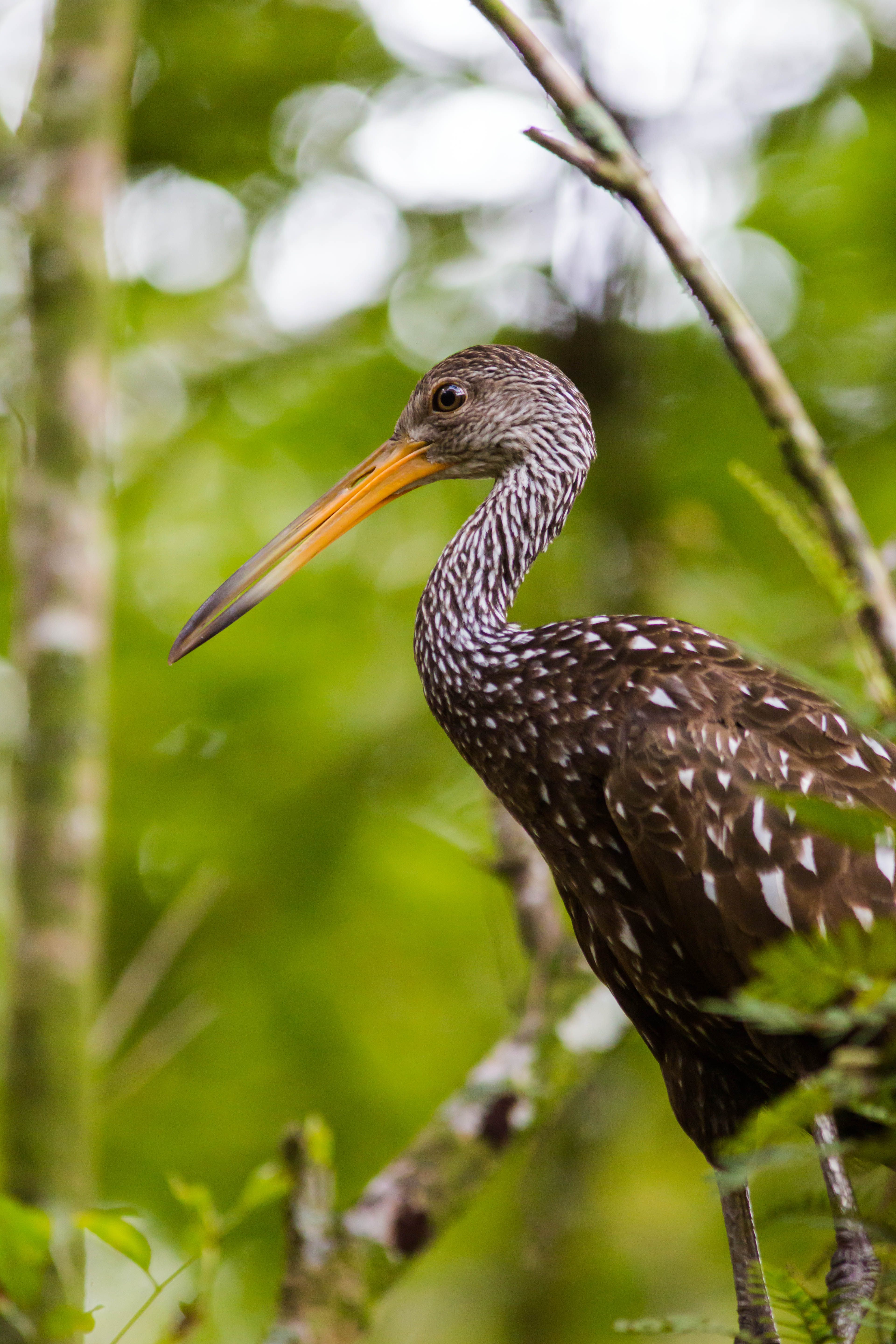

### Läte
Ralltranans läte är ett riktigt vildmarksljud, ett spöklikt skri eller ylande med skallrande övertoner som huvudsakligen hörs nattetid. I engelsk litteratur återges det som "ca-rra-ouu", "ca-ca-rraoo" eller "kha-kha-kha".

## Utbredning och systematik
Fågeln återfinns i träskmarker i Västindien, Sydamerika och södra Florida, USA. Den delas in i fyra underarter i två grupper:
- pictus-gruppen
  - Aramus guarauna pictus – förekommer i Florida, på Kuba och Jamaica
  - Aramus guarauna elucus – förekommer på Hispaniola och Puerto Rico
  - Aramus guarauna dolosus – förekommer från södra Mexiko söderut till västra Panama (västra Bocas del Toro)
- Aramus guarauna guarauna – förekommer i centrala och östra Panama samt Sydamerika sydväst om Anderna till västra Ecuador och öster om Anderna söderut till norra Argentina

## Levnadssätt
Ralltranan förekommer lokalt och försynt i sumpskogar eller bevuxna våtmarker. Där syns den ofta långsamt ensam patrullera grunt vatten på jakt efter sniglar, mestadels äppelsnäckor av släktet Pomacea, men även andra vattenlevnade sniglar och musslor.

## Status och hot
Arten har ett stort utbredningsområde och en stor population med stabil utveckling och tros inte vara utsatt för något substantiellt hot. Utifrån dessa kriterier kategoriserar internationella naturvårdsunionen IUCN arten som livskraftig (LC). Världspopulationen uppskattas till en miljon individer.

## Namn
Fågelns vetenskapliga artnamn guarauna kommer från tupíspråkets namn på en våtmarkslevande fågel.